# Österreichischer Volleyball-Cup (Frauen)
Der Österreichische Volleyball-Cup der Frauen ist der Volleyball-Pokalbewerb der Frauen in Österreich und wird vom Österreichischen Volleyballverband im K.-o.-System ausgetragen.
Erstmals fand der Österreichische Volleyball-Cup der Frauen 1980/81 statt. Als erste Siegerinnen gingen die Frauen von Post SV Wien hervor. Der Verein, der heute seine Heimspiele in Schwechat austrägt, konnte bis heute am häufigsten den Pokal gewinnen. Der Österreichische Volleyball-Cup der Frauen wurde in der Zeit von 2007 bis 2019 nur mit österreichischen Spielerinnen ausgetragen, auf den Einsatz von Legionärinnen wird verzichtet.

## Österreichischer Volleyball-Cup-Sieger
Liste der Titelträger des Österreichischen Volleyball-Cups der Frauen:
Der gesame Kader ist für den Bewerb einsatzberechtigt
| 1981: Post SV Wien 1982: Post SV Wien 1983: SG IAC/ITV 1984: SG IAC/ITV 1985: Post SV Wien 1986: Post SV Wien 1987: Post SV Wien 1988: UVC Wüstenrot Salzburg 1989: Post SV Wien-P.S.K. 1990: Post SV Wien-P.S.K. 1991: UVC Wüstenrot Salzburg 1992: ATSC Klagenfurt 1993: kein Bewerb | 1994: Post SV Wien-Teleges 1995: Post SV Wien-Gulet 1996: Post SV Wien-Gulet 1997: Post SV Wien-Gulet 1998: Fujitsu-Post SV Wien 1999: Fujitsu-Post SV Wien 2000: Post SV-Telekom Austria 2001: Post SV Wien 2002: SG SV Schwechat/PSV Telekom 2003: SG SV Schwechat/PSV Kuoni 2004: ATSC Kelag Klagenfurt 2005: SG SV Schwechat/PSV Kuoni 2006: SG SV Schwechat/Post SV |

Im Pokalbewerb werden nur österreichische Spielerinnen eingesetzt
| 2007: ATSC Kelag Klagenfurt 2008: ASKÖ Linz Steg 2009: ASKÖ Linz Steg 2010: SG SVS Post 2011: ASKÖ Linz Steg 2012: SG VB NÖ Sokol/Post 2013: SG VB NÖ Sokol/Post | 2014: SG VB NÖ Sokol/Post 2015: SG VB NÖ Sokol/Post 2016: SG VB NÖ Sokol/Post 2017: UVC Graz 2018: UVC Graz 2019: ASKÖ Linz Steg 2020: ASKÖ Linz Steg |

Der gesame Kader ist für den Bewerb einsatzberechtigt
| 2021: ASKÖ Linz Steg 2022: SG VB NÖ Sokol/Post | 2023: ASKÖ Linz Steg 2024: TI-Volley |

## Liste der Titelträger
15 Titel
Post SV Wien: 1981, 1982, 1985, 1986, 1987, 1989, 1990, 1994, 1995, 1996, 1997, 1998, 1999, 2000, 2001
Der Verein wurde unter Post SV Wien-P.S.K., Post SV Wien-Teleges, Post SV Wien-Gulet, Fujitsu-Post SV Wien, Post SV-Telekom Austria und Post SV Wien Cupsieger.
11 Titel
SG VB NÖ Sokol/Post: 2002, 2003, 2005, 2006, 2010, 2012, 2013, 2014, 2015, 2016, 2022
Der Verein wurde unter SG SV Schwechat/PSV Telekom, SG SV Schwechat/PSV Kuoni, SG SV Schwechat/Post SV, SG SVS Post und SG VB NÖ Sokol/Post Cupsieger.
7 Titel
ASKÖ Linz Steg: 2008, 2009, 2011, 2019, 2020, 2021, 2023
3 Titel
ATSC Klagenfurt: 1992, 2004, 2007
Der Verein wurde unter ATSC Kelag Klagenfurt Cupsieger.
2 Titel
UVC Graz: 2017, 2018
Der Verein wurde unter UVC Holding Graz Cupsieger.
SG IAC/ITV: 1983, 1984
UVC Salzburg: 1988, 1991
Der Verein wurde unter UVC Wüstenrot Salzburg Cupsieger.
1 Titel
TI-Volley: 2024